# Aeroporto de Graz
O Aeroporto de Graz (em alemão: Flughafen Graz) (IATA GRZ, ICAO: LOWG) é um aeroporto situado em Graz, na Áustria, também designado por Thalerhof. A sua construção teve início em 1913, e o primeiro voo efectuado deu-se em 1914.

## Companhias aéreas e destinos
Com voos regulares:
- Air Dolomiti (Munique)
- Austrian Airlines
  - Austrian Airlines operado pela Austrian Arrows (Düsseldorf, Linz, Viena)
- easyJet (Berlim)
- KLM (Amesterdã)
- Lufthansa (Frankfurt)
  - Lufthansa Regional operado pela Augsburg Airways (Munique)
  - Lufthansa Regional operado pela Contact Air (Estugarda)
  - Lufthansa Regional operado pela Eurowings (Frankfurt)
- Swiss
- Turkish Airlines

Com voos não regulares:

### Vooscharter
- Air Broker & Trading
- Heli Line
- LYCOAIR GmbH
- Mali Air

### Escolas de pilotagem
- Akaflieg Graz
- Austrian Aviation Training
- Grazer Sportflieger Verein
- JW Flighttraining Graz - dieflugschule.at
- Mali Air Flight Training
- My Sky
- P&B Helitrade
- Segelfliegerverein Graz
- Steir. Flugsportunion
- Steir. Motorflugunion

### Outras
- Fallschirmspringerclub
- Flugwetter
- Austrian Aircraft Corporation Werftbetrieb